# 마크 앤서니
마크 앤서니(Marc Anthony, 1968년 9월 16일 ~ )는 미국의 가수이자 배우이다.
그는 라틴/살사 가수로서 천만장 이상의 앨범이 팔렸으며, 연말 빌보드
트로피컬 앨범 차트에서 앨범을 가장 많이 판 솔로 가수로 기네스북에 이름을 올렸다.

## 디스코그래피
- Rebel (1988)
- When the Night is Over (1991)
- Otra Nota (1993)
- Todo A Su Tiempo (1995)
- Contra La Corriente (1997)
- Marc Anthony (1999)
- Libre (2001)
- Mended (2002)
- Amar Sin Mentiras (2004)
- Valió la Pena (2004)
- El Cantante (2007)
- Iconos (2010)
- 3.0 (2013)

## 필모그래피
- 인 더 하이츠 (2020) - 가포 역